# Moby (álbum)
Moby é o álbum de estreia de Moby, sendo lançado em 1992.
Este álbum foi posteriormente relançado em 1993, como The Story So Far, com uma programação de faixas diferentes, inclusive a própria capa.
Nos Estados Unidos, a canção "Drop a Beat" obteve a posição de número #6 Hot Dance Club Play. A canção "Go", também teve uma boa repercussão, estando na posição #10 UK Singles Chart de Reino Unido e em #18 Hot Dance Club Play nas paradas dos Estados Unidos.

## Faixas
Estados Unidos (Instinct Release)
1. "Drop a Beat" – 4:21
2. "Everything" - 4:51
3. "Yeah" - 5:47
4. "Electricity" - 3:28
5. "Next is the E" - 4:39
6. "Mercy" - 5:42
7. "Go" - 3:35
8. "Help Me to Believe" - 6:31
9. "Have You Seen My Baby?" – 4:08
10. "Ah, Ah" - 3:45
11. "Slight Return" - 4:29
12. "Stream" - 3:09

Reino Unido (Pinnacle/ Instinct Release)
1. "Everything" - 4:52
2. "Yeah" - 5:49
3. "Electricity" – 3:29
4. "Next is the E" – 4:42
5. "Mercy" - 5:44
6. "Go" - 3:37
7. "Help Me to Believe" – 6:33
8. "Have You Seen My Baby?" – 4:09
9. "Ah, Ah" - 3:46
10. "Slight Return" - 4:30
11. "Stream" - 3:09
12. "Thousand "- 4:24

## The Story So Far
1. "Ah Ah" - 3:46
2. "I Feel It " (I Feel It Mix) - 5:57
3. "Everything" - 4:52
4. "Mercy" - 5:44
5. "Help Me to Believe" - 6:32
6. "Go" (Woodtick Mix) - 6:32
7. "Yeah" - 5:48
8. "Drop a Beat " (The New Version) - 2:40
9. "Thousand" - 4:24
10. "Slight Return" - 4:29
11. "Go" (Subliminal Mix Unedited Version) - 4:28
12. "Stream" - 3:08